# Skidmorella
Genre
Skidmorella est un genre de coléoptères de la famille des Ptiliidae.

## Publication originale
- (en) Colin Johnson, « Some Ptiliidae from the Philippine, Bismarck and Solomon Islands (Insecta, Coleoptera) », Steenstrupia, vol. 2,‎ 1971, p. 39-47 (ISSN 0375-2909).